# Under the Dome (2.ª temporada)
A segunda temporada de Under the Dome estreou em 30 de junho de 2014 nos Estados Unidos pelo canal aberto CBS. No Brasil a temporada estreou em 28 de julho do mesmo ano pelo canal pago TNT e pelo canal aberto Rede Globo, que teve sua estreia da segunda temporada indo ao ar no dia 5 de janeiro de 2015.
A estreia da temporada teve muitas críticas, uma delas foi que o seriado está se apoiando totalmente em tramas secundárias, tirando o foco da redoma e investindo grande tempo dos episódios nos moradores da cidade e problemas científicos.
O primeiro episódio da temporada foi visto por 9,41 milhões de telespectadores americanos, uma queda de 4,12 milhões referente a estreia da temporada passada. Números esses que trouxeram complicações para a renovação da terceira temporada.

## Prefácio
No final da primeira temporada Barbie (Mike Vogel) está prestes a ser enforcado por ser acusado, por Big Jim (Dean Norris), de crimes que não cometeu. Toda a população de Chester's Mill está enfurecida e quer ver a morte de Barbie, mas no momento em que Junior (Alexander Koch) irá puxar a alavanca para enforcar Barbie, a redoma vira um grande ímã, atraindo metais e fazendo a população desmaiar pela grande força magnética. No início da segunda temporada, Big Jim percebe que tudo o que está acontecendo é culpa sua e resolve se enforcar, quando é impedido por Julia (Rachelle Lefevre). Ao que tudo indica, o vereador da cidade está arrependido de tudo o que fez e está disposto a ajudar a cidade voltar ao normal. Então aparece Rebecca Pine (Karla Crome), uma professora de ciências que está estudando a redoma e está disposta a livrar a população da grande bolha indestrutível.
Nesta temporada, a população já está habituada à redoma e apenas querem sobreviver. A redoma fica em segundo plano e o mistério por trás desse fenômeno físico é o que está em destaque, além do aparecimento misterioso de uma jovem que morava na cidade nos anos oitenta; a morte de Angie; os sonhos que Junior tem com sua falecida mãe; as pragas que estão cada vez mais presente na redoma.

## Elenco
Os personagens do elenco retratam personagens que foram, em sua maioria, retirados do romance original", embora alguns tenham sido encaixados e outros tenham mudado de emprego".

### Principal
- Mike Vogel como Dale "Barbie" Barbara
- Rachelle Lefevre como Julia Shumway
- Natalie Martinez como Linda Esquivel[Nota 1]
- Britt Robertson como Angie McAlister[Nota 1]
- Alexander Koch como James "Junior" Rennie
- Colin Ford como Joe McAlister
- Mackenzie Lintz como Eleanor "Norrie" Calvert-Hill
- Dean Norris como James "Big Jim" Rennie
- Nicholas Strong como Phil Bushey
- Eddie Cahill como Sam Verdreaux
- Karla Crome como Rebecca Pine

### Recorrente
- Aisha Hinds como Carolyn Hill
- Dale Raoul como Andrea Grinell
- John Elvis como Ben Brake
- Max Elrich como Hunter May
- Brett Cullen como Don Barbara
- Grace Victoria Cox como Melanie Cross
- Sherry Stringfield como Pauline Verdreaux Rennie
- Dwight Yoakam como Lyle Chumley

### Participação
- Jolene Purdy como Dodee Weaver
- Megan Ketch como Harriet Arnold

1.   Natalie Martinez e Britt Robertson são creditadas como regular apenas no primeiro episódio

## Episódios
| # | Ep. | Título                              | Direção          | Roteiro                                    | Audiência | Exibição original      |
| --- | --- | ----------------------------------- | ---------------- | ------------------------------------------ | --------- | ---------------------- |
| 14 | 1   | "Heads Will Roll"Cabeças Irão Rolar | Jack Bender      | Stephen King                               | 9.41      | 30 de junho de 2014    |
| O destino de Barbie fica nas mãos de Big Jim ao mesmo tempo em que a Redoma apresenta uma nova ameça ao se tornar magnetizada. Enquanto isso, Julia busca a ajuda de um estranho para salvar a vida de uma garota misteriosa que pode ter pistas a respeito da origem da Redoma. |     |                                     |                  |                                            |           |                        |
| 15 | 2   | "Infestation"Infestação             | Ernest Dickerson | Kelly Souders e Brian Peterson             | 7.70      | 7 de julho de 2014     |
| Barbie arrisca sua vida para ajudar Rebecca a salvar o suprimento de comida de Chester Mill quando ela descobre uma infestação de ovos de borboleta nas plantações da cidade. |     |                                     |                  |                                            |           |                        |
| 16 | 3   | "Force Majeure"Força Maior          | Peter Leto       | Adam Stein                                 | 7.64      | 14 de julho de 2014    |
| A tensão em Chester Mill continua a crescer enquanto os recursos diminuem, o que faz com que Big Jim realize um censo para descobrir quanto tempo a cidade vai durar nessas condições complicadas. Enquanto isso, uma chuva traz água para todos. Porém, quando a água se transforma em chuva ácida, a vida de todos fica em perigo. Para completar, Rebecca e Lyle batem cabeça sobre as razões por trás da existência da Redoma. |     |                                     |                  |                                            |           |                        |
| 17 | 4   | "Revelation"Revelação               | Holly Dale       | Alexandra McNally                          | 6.74      | 21 de julho de 2014    |
| Enquanto as condições de Chester's Mill pioram, Big Jim e Rebecca consideram medidas extremas de controle da população, o que leva a um distanciamento de Barbie e Julia. Enquanto isso, pistas sobre o passado de Melanie e sua conexão com a Redoma são reveladas. |     |                                     |                  |                                            |           |                        |
| 18 | 5   | "Reconciliation"Reconciliação       | Ed Ornelas       | Cathryn Humphris                           | 6.57      | 28 de julho de 2014    |
| Julia toma para si a liderança de Chester's Mill quando a cidade fica dividida por causa do plano de controle da população arquitetado por Big Jim e Rebecca. Enquanto isso, Joe e Norrie ajudam Melanie a procurar mais pistas a respeito de sua identidade na parede da Redoma. |     |                                     |                  |                                            |           |                        |
| 19 | 6   | "In the Dark"Na Escuridão           | Jack Bender      | Caitlin Parrish                            | 6.83      | 4 de agosto de 2014    |
| Barbie e Sam investigam um misterioso túnel, porém a caverna desmorona e bloqueia o caminho de volta a Chester's Mill. Enquanto isso, Julia e Big Jim lutam pelo poder ao mesmo tempo em que uma tempestade de poeira toma conta da cidade. |     |                                     |                  |                                            |           |                        |
| 20 | 7   | "Going Home"Ida Para Casa           | David Barrett    | Peter Calloway                             | 6.90      | 11 de agosto de 2014   |
| Quando Barbie desce pelo abismo desconhecido do misterioso túnel para procurar Sam, ele descobre um mundo que lhe é familiar, mas repleto de perguntas não respondidas. |     |                                     |                  |                                            |           |                        |
| 21 | 8   | "Awakening"Despertar                | Jack Bender      | Andres Fischer-Centeno e Daniel Truly      | 7.30      | 18 de agosto de 2014   |
| Quando Barbie pede a ajuda de seu pai para chegar a Julia, ele percebe que Don pode saber mais a respeito da redoma do que deixa transparecer. Enquanto isso, Big Jim nomeia a si mesmo como xerife de Chester's Mill. |     |                                     |                  |                                            |           |                        |
| 22 | 9   | "The Red Door"A Porta Vermelha      | Peter Weller     | Kelly Souders, Brian Peterson e Adam Stein | 6.60      | 25 de agosto de 2014   |
| Barbie é apreendido por um grupo de homens misteriosos e acaba sendo interrogado incessantemente a respeito de sua conexão com a redoma. Enquanto isso, Big Jim faz um acordo que pode selar para sempre o destino dos residentes de Chester's Mill. |     |                                     |                  |                                            |           |                        |
| 23 | 10  | "The Fall"A Queda                   | Eriq La Salle    | Alexandra McNally e Mark Linehan Bruner    | 6.29      | 1 de setembro de 2014  |
| Big Jim finalmente descobre a realidade chocante a respeito do que realmente está acontecendo com sua esposa, Pauline, quando os dois se reencontram. Enquanto isso, uma mudança climática se torna uma nova ameaça a Chester's Mill. |     |                                     |                  |                                            |           |                        |
| 24 | 11  | "Black Ice"Gelo Negro               | Jack Bender      | Adam Stein e Peter Calloway                | 6.62      | 8 de setembro de 2014  |
| Quando as temperaturas começam a despencar, Sam e Rebecca fazem de tudo para tentar salvar os residentes de Chester's Mill. Enquanto isso, Barbie arrisca sua própria vida para salvar Julia após um terrível acidente. |     |                                     |                  |                                            |           |                        |
| 25 | 12  | "Turn"A Virada                      | Peter Leto       | William Kendall e Daniel Truly             | 7.04      | 15 de setembro de 2014 |
| Quando uma nova ameaça da Redoma se intensifica, os residentes de Chester's Mill se vêem em risco de serem esmagados até a morte. Enquanto isso, a saúde de Melanie continua a se deteriorar ao mesmo tempo em que o destino do ovo permanece desconhecido. |     |                                     |                  |                                            |           |                        |
| 26 | 13  | "Go Now"Agora Vai                   | Jack Bender      | Caitlin Parrish e Cathryn Humphris         | 7.52      | 22 de setembro de 2014 |
| Uma saída em potencial da redoma é revelada logo quando as paredes começam a se fechar contra aqueles presos em Chester's Mill. |     |                                     |                  |                                            |           |                        |